# Cantonul Montrésor
Cantonul Montrésor este un canton din arondismentul Loches, departamentul Indre-et-Loire, regiunea Centru, Franța.

## Comune
| Comune               | Populație (1999) | Cod poștal | Cod INSEE |
| -------------------- | ---------------- | ---------- | --------- |
| Beaumont-Village     | 251 loc.         | 37460      | 37 023    |
| Chemillé-sur-Indrois | 215 loc.         | 37460      | 37 069    |
| Genillé              | 1.506 loc.       | 37460      | 37 111    |
| Le Liège             | 335 loc.         | 37460      | 37 127    |
| Loché-sur-Indrois    | 514 loc.         | 37460      | 37 133    |
| Montrésor            | 363 loc.         | 37460      | 37 157    |
| Nouans-les-Fontaines | 789 loc.         | 37460      | 37 173    |
| Orbigny              | 750 loc.         | 37460      | 37 177    |
| Villedômain          | 114 loc.         | 37110      | 37 275    |
| Villeloin-Coulangé   | 638 loc.         | 37460      | 37 277    |